# Каронга (округ)
Каронга (англ. Karonga) — округ в Северном регионе Малави. В округе проживает 269 890 человека (2008). Площадь территории составляет 3 355 км². Административный центр — город Каронга.

## География
На северо-востоке граничит с Танзанией, а также часть границы проходит вдоль озера Ньяса.